# 모하마드 바키르 알하킴

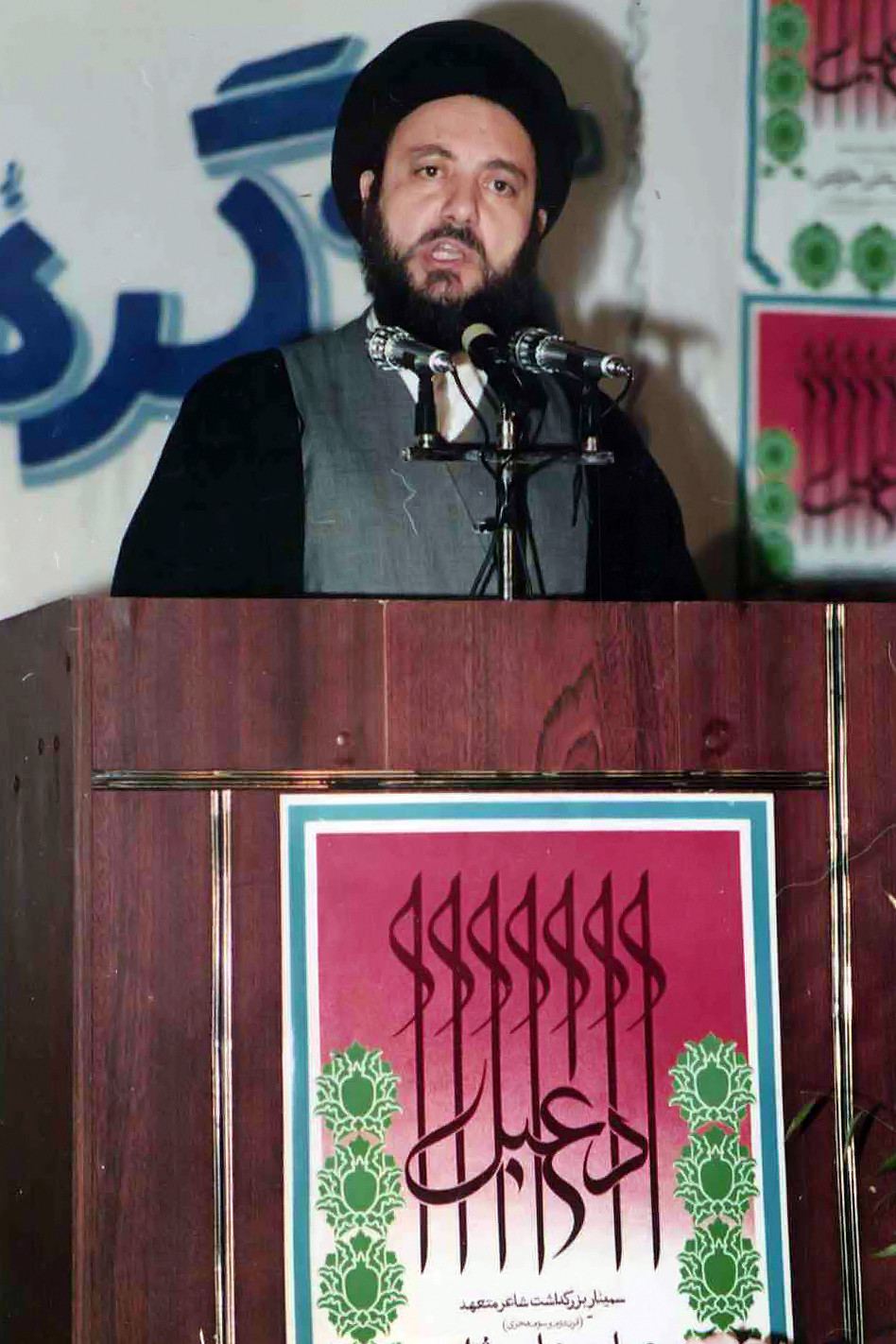

아야톨라 사예드 모하마드 바키르 알하킴(영어: Mohammad Baqir al-Hakim, 아랍어: سيد محمد باقر الحكيم , 1939년 ~ 2003년 8월 29일)은 나자프에서 폭탄 공격으로 암살당할 때까지 이라크의 가장 중요한 시아파 무슬림 지도자로, 반 사담 후세인 투쟁조직 중 하나인 이라크 이슬람혁명최고위원회 의장이었다.

## 생애 초기
1939년, 그는 시아파 무슬림의 세계적 지도자였던 대 아야톨라 사이드 므흐신 알하킴 타바타바이의 아들로 이라크에서 태어났다.
아버지 므흐신 알하킴은 1955년부터 1970년에 죽을 때까지 12이맘 시아파의 최고 법학자인 마르자에 타그리드를 역임한 이슬람 법학자였다. 하킴 가는 예언자 무함마드의 자손이라 칭하는 사이드의 가계로 이라크 시아파 신도의 존경을 받는 법학자 집안이다. 하킴은 이라크의 시아파 성지 나자프에서 자라서 이곳에서 법학을 공부했다.
알하킴은 1950년대 말부터 근대 이슬람주의 정치 운동에 참여해 그 지도자인 아야톨라 사이이드 모하마드 바키르 알사드르를 따랐다. 1980년에 바키르 알사드르가 처형당할 때까지 둘은 밀접하게 협력했다.

## 반 사담 후세인 활동
알하킴은 가장 강경한 이슬람주의자는 아니었지만 집권 바트당 정권에게 위험인물로 지목되었다. 이는 주로 바트당 정권이 대부분 수니파로 구성되어 있었는 데 반해, 그의 운동은 주로 이라크의 다수 시아파 주민을 대변하고 있었기 때문이었다.
이는 결국 1972년 "무타"(시아파의 일시적 혼인 관계의 법적 형태)를 조장했다는 명목으로 그의 체포를 불러왔지만, 결국 얼마 지나지 않아 석방되었다.
그는 1977년 2월에 일어난 나자프 봉기 때문에 부분적으로 비난받았고 다시 체포되었다. 이번에는 종신형이었다. 그러나 그는 결국 감형되어 1979년 7월에 석방되었다.
이어서 발발한 이라크와 (시아파가 주류인) 이란 간의 전쟁(이란-이라크 전쟁)은 집권 바트당으로 하여금 이라크의 시아파 주민들을 점점 더 불신하게 만들었다.
이는 그의 지난번 체포, 바키르 알사드르의 처형과 맞물려서 알하킴으로 하여금 이라크에서 그의 시아파 옹호 운동을 계속하는 것은 불가능하다고 확신하게 하였고, 결국 1980년, 그는 이란으로 망명했다.
이란에서 안전을 확보한 알하킴은 바트당에 대한 공개적인 적대자가 되었고, 사담 후세인 정권을 무너트리는 것을 목표로 한 혁명 그룹, 이라크 이슬람혁명최고위원회(SCIRI)를 결성했다.
1983년, 후세인은 이라크에 남아 있던 알하킴의 가족 125명을 체포하고 그중 18명을 처형하는 것으로 응수했다. 이는 알하킴으로 하여금 한층 더 바트당, 특히 후세인 개인에 대한 적개심을 품게 만들었다.
SCIRI는 이란의 원조를 받아 무장 저항활동을 개시하였다. 주기적으로 국경을 넘어 이라크 시설에 공격을 가하고, 이라크 내의 저항세력들과 비밀 접선을 유지하면서 후세인에게 있어 빠지지 않는 가시와도 같은 존재가 되어 갔다.

## 이라크로의 귀환
2003년 미국 주도의 이라크 침공으로 후세인 정권이 전복되자, 알하킴은 2003년 5월에 이라크로 돌아왔다.
그가 오랫동안 후세인에게 저항해 왔다는 점이 주민들의 대단한 신뢰를 가져다 주었으며, 특히 주류 시아파 사이에서 그랬다. 그는 가장 영향력 있는 이라크 지도자 중 하나로 떠올랐다.
처음에 알하킴은 미국 주도의 이라크 점령에 대단히 비판적이었다. 그는 "우리는 미국인들을 신뢰할 수 없다. 그들은 언제나 이라크 민중들의 이익에 반하는 행동을 해왔다"면서 이라크인들이 미국 행정조직의 지시에 따르지 말 것을 촉구했다. 그러나 그는 바트당 정권을 무너트린 미국의 역할은 인정했다.
그리고 2003년 여름이 지나면서는 이라크에 민간 정부를 세우는 데 미국과 일정 정도 협력하겠다는 의사를 표시했다. 알하킴의 동생과 동료 무슬림 지도자 아흐메드 알바라크는 이라크 임시 행정 위원회(Iraq interim governing council)의 위원으로 지명되었으며 둘은 밀접히 협력하였다.
알하킴이 암살당했을 때, 그는 여전히 미국을 불신했지만 이라크인들에게 폭력을 버릴 것을 촉구했다. 그리고 임시 정부에게 그들의 신뢰를 얻을 수 있는 기회를 주었다.

## 암살
2003년 8월 29일, 알하킴은 나자프의 이맘 알리 모스크를 나서는 순간에 폭발한 강력한 차량 폭탄으로 암살당했다. 이 폭발로 최소 85명이 사망했으며, 일부는 최대 125명이 사망했다고 추정하기도 한다.
누가 그를 살해한 이 강력한 폭탄 공격의 배후에 있는지는 명확하지 않으며 런던의 한 SCIRI 대변인은 사담 후세인의 지지자들이 이 공격의 배후에 있을 것이라고 추정하였다. 다른 이들은 반드시 후세인과 연계되어 있을 필요는 없으며 이라크에서 시아파의 영향력이 확대되는 데 반대하는 수니파가 저지른 사건이라고 생각하였다. 또 다른 사람들은 다른 시아파 집단이 저질렀을 수도 있다고 본다. 내부 권력 투쟁의 일부 혹은 더 유화적으로 변해가는 대미노선에 대한 강경파의 반격이라는 것이다.
그의 암살이 나자프에서 시아파 성직자들에 대한 공격이 몇 주일간 계속되어 오던 중에 일어났다는 사실(알하킴은 네 번째로 암살된 사람이었다) 때문에, 몇몇 사람들은 반 시아파 감정이 이 공격의 동기일 가능성이 매우 높다고 판단했다.
반면 시아 파벌들 간의 유혈 항쟁의 역사와 이들 공격이 설명되지 않은 사실들은, 다른 이들로 하여금 경쟁 시아파 지도자 -아마도 강경파인 무크타다 알사드르- 의 지지자들에 의해 저질러졌을 가능성이 제일 높다고 생각했다.
2003년 8월 30일, 이라크 정부기관은 폭탄 공격과 관련되어 네 명 -바스라로부터 전 바트당 정권 인사 두 명, 그리고 금욕적 와하비파(수니 이슬람 분파)의 비 이라크 아랍인 두 명- 을 잘못 체포했다. 무슬림 세계의 많은 이들이 내부 항쟁으로부터 시아파를 보호하려는 목적으로 그들에게 누명을 씌웠다고 생각했다.
미국과 이라크 관리들에 따르면 하킴의 암살은 아부 무사부 알자르카위의 소행이라고 한다. 2005년 1월 체포된 자르카위의 수석 폭탄제조기술자 아부 오마르 알쿠르디가 이 폭파를 실행했다고 자백했으며, 또한 여러 오디오 테이프를 통해 자르카위가 이 암살을 찬양한 바 있다는 것이다.